# Dumitru Gheorghiu (general)
Dumitru N. Gheorghiu (n.  ?) a fost un general român care a luptat în cel de-al Doilea Război Mondial.
A fost înaintat la gradul de general de divizie cu începere de la data de 6 iunie 1940.